# Loi Veil
Pour les articles homonymes, voir Veil.
Ne doit pas être confondu avec Loi Veil du 9 juillet 1976 relative à la lutte contre le tabagisme.
Lire en ligne

Texte à jour sur Légifrance, Dossier historique sur le site de l'Assemblée nationale

Loi Neuwirth
(contraception)
La loi du 17 janvier 1975 relative à l'interruption volontaire de grossesse, dite loi Veil, est une loi encadrant une dépénalisation de l'avortement en France. Elle a été préparée par Simone Veil, ministre de la Santé sous la présidence de Valéry Giscard d'Estaing.
La loi est promulguée le 17 janvier 1975, pour 5 ans à titre expérimental. Elle est reconduite sans limite de temps par une loi du 31 décembre 1979.

## Historique

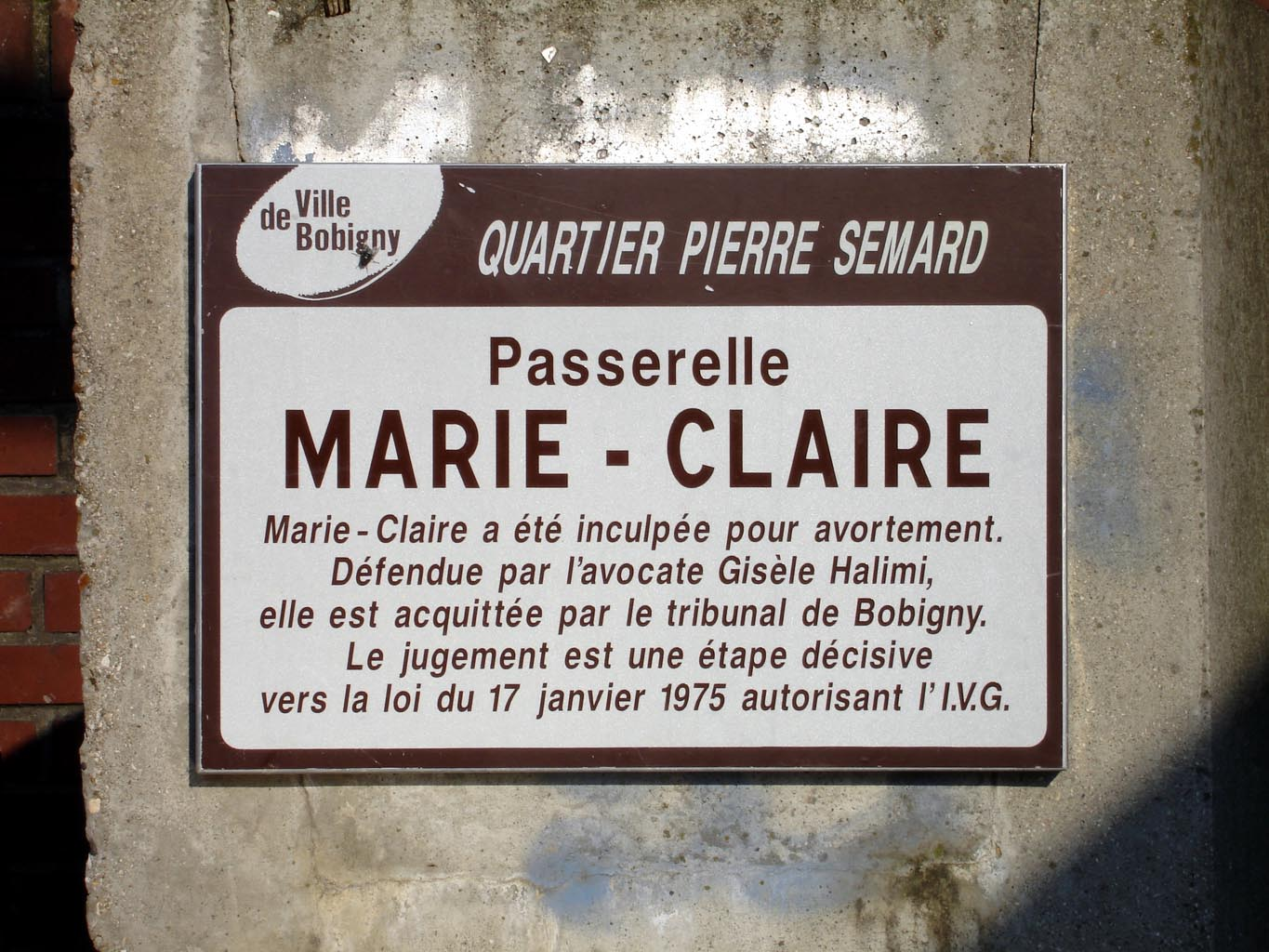
Passerelle de Bobigny rappelant l'importance du procès de Bobigny dans les débats ayant conduit au vote de la loi Veil.

Le vote de cette loi est précédé par différents épisodes de la vie politique liés directement ou indirectement à l'interdiction de l'avortement, comme la légalisation de la contraception (1967), le Manifeste des 343 (1971), le procès de Bobigny (1972) puis le Manifeste des 331 (1973). Après le procès de Bobigny, le ministre de la Justice donne consigne au Parquet de ne plus poursuivre les avortements.
Un premier texte dépénalisant l'avortement est déposé sous la présidence de Georges Pompidou (1969-1974).
Loi promise par Valéry Giscard d'Estaing lors de sa campagne à la présidence de la République en 1974, c'est au garde des Sceaux Jean Lecanuet que devait revenir la défense du projet de loi devant le Parlement, mais il exprima son refus au président pour des motifs d'éthique personnelle. C'est Simone Veil, ministre de la Santé, qui est alors chargée de préparer le projet de loi par Valéry Giscard d'Estaing, peu après son élection. Elle présente ce projet devant l'Assemblée nationale le 26 novembre 1974, et déclare lors de son discours devant les députés :

« Je le dis avec toute ma conviction : l'avortement doit rester l'exception, l'ultime recours pour des situations sans issue. Mais comment le tolérer sans qu'il perde ce caractère d'exception, sans que la société paraisse l'encourager ?
Je voudrais tout d'abord vous faire partager une conviction de femme — je m'excuse de le faire devant cette Assemblée presque exclusivement composée d'hommes : aucune femme ne recourt de gaieté de cœur à l'avortement. Il suffit d'écouter les femmes.
C'est toujours un drame et cela restera toujours un drame.
C'est pourquoi, si le projet qui vous est présenté tient compte de la situation de fait existante, s'il admet la possibilité d'une interruption de grossesse, c'est pour la contrôler et, autant que possible, en dissuader la femme. »

— Simone Veil, Discours de présentation du projet de loi devant l'Assemblée nationale, le 26 novembre 1974
Le vote fait l'objet de débats houleux, et parfois virulents. Ainsi le député Jean Foyer (UDR), qui mène l'opposition au projet de loi, interpelle la ministre de la Santé : « N'en doutez pas : déjà des capitaux sont impatients de s'investir dans l'industrie de la mort et le temps n'est pas loin où nous connaîtrons en France ces « avortoirs », ces abattoirs où s'entassent des cadavres de petits hommes et que certains de mes collègues ont eu l'occasion de visiter à l'étranger ».
Après quelque vingt-cinq heures de débats animés par 74 orateurs, la loi est finalement adoptée par l'Assemblée le 29 novembre 1974 à 3 h 40 du matin par 284 voix contre 189, grâce à la quasi-totalité des votes des députés des partis de la gauche et du centre, et malgré l'opposition de la majeure partie - mais pas de la totalité - des députés de la droite, emmenée par Jean Foyer (UDR), et dont est pourtant issu le gouvernement dont fait partie Simone Veil.
Après une navette législative qui voit le Sénat voter la loi le 14 décembre en première lecture, et le 19 en seconde lecture, et l'Assemblée Nationale le 19 en seconde lecture, les deux chambres adoptent définitivement le texte proposé par la commission mixte paritaire le 20 décembre 1974, par 277 voix contre 192 à l'Assemblée, et par 185 voix contre 88 au Sénat.
La loi est promulguée le 17 janvier 1975. Son entrée en vigueur est prévue initialement pour une période de 5 ans, à titre expérimental. Elle est reconduite sans limite de temps par la loi n°79-1204 du 31 décembre 1979,.
Nommée d'après Simone Veil, qui l'a impulsée, cette loi complète alors la loi Neuwirth, qui légalisait la contraception à partir de 1972 (date des premiers décrets d'application alors qu'elle avait été votée en 1967).

## Contenu de la loi
La loi Veil dépénalise pour une durée de cinq ans l'« interruption volontaire de grossesse pratiquée avant la fin de la dixième semaine » (IVG), qui peut alors être pratiquée sous certaines conditions cumulatives, :
- situation de détresse ;
- délai de grossesse inférieur ou égal à 10 semaines (soit 12 semaines d'aménorrhée) ;
- intervention réalisée par un médecin dans un établissement d'hospitalisation ;
- réalisation de démarches obligatoires destinées à l'information et à la réflexion de la femme enceinte : deux consultations médicales (avec un délai de réflexion d'une semaine entre les deux), où les risques et les alternatives sont présentés par les médecins, et une consultation psycho-sociale[9] ;
- volonté de la femme, confirmée par écrit ;
- le médecin et le personnel de santé disposent d’une clause de conscience, aucun n'est tenu de concourir à une interruption de grossesse.

La loi Veil légalise également pour une durée de cinq ans l'« interruption volontaire de grossesse pour motif thérapeutique » (IMG), qui peut alors être pratiquée sous certaines conditions, :
- péril grave de la santé de la femme ou forte probabilité que l’enfant à naître soit atteint d’une affection d’une particulière gravité reconnue comme incurable au moment du diagnostic, attesté par deux médecins ;
- pas de délai, l'intervention peut être pratiquée jusqu'au dernier jour de grossesse ;
- intervention réalisée par un médecin dans un établissement d'hospitalisation ;
- le médecin et le personnel de santé disposent d’une clause de conscience, aucun n'est tenu de concourir à une interruption de grossesse.

## Loi sur la contraception libre et gratuite
La Loi Veil du 17 janvier 1975 complète une autre loi initiée par Simone Veil et promulguée au même moment, la loi du 4 décembre 1974, qui autorise les centres de planning familial à délivrer aux mineures à titre gratuit et anonyme des contraceptifs sur prescription médicale, sans limite d'âge. La loi Neuwirth sur la contraception, promulguée en 1967, était réservée aux femmes majeures, à l'époque âgées de plus de 21 ans.

## Postérité
La droite classique ne conteste plus la dépénalisation de l'avortement à partir des années 1980. En revanche, le Front national de Jean-Marie Le Pen en fait l'un de ses thèmes de prédilection, dénonçant la « loi-génocide » ou « loi du génocide antifrançais ».
Le remboursement de l'IVG par la Sécurité sociale est voté fin 1982. La loi du 4 juillet 2001 modifie les dispositions de l'IVG, notamment en allongeant de 10 à 12 semaines de grossesse le délai, en dispensant les mineures d'autorisation obligatoire de leurs parents et en facilitant l'avortement médicamenteux.
Le 26 novembre 2014, soit quarante ans jour pour jour après le début des débats parlementaires sur la loi Veil, l'Assemblée nationale adopte une proposition de résolution visant à réaffirmer le droit fondamental à l'IVG en France et en Europe — quoique sans portée juridique — à une large majorité mais avec une participation moindre qu'en 1974 (389 votes exprimés sur 490 députés en 1974, 150 votes exprimés sur 577 députés en 2014 : 143 voix pour, 7 voix contre, dont 5 députés UMP : Xavier Breton, Nicolas Dhuicq, Olivier Marleix, Yannick Moreau, Jean-Frédéric Poisson, le député UDI Jean-Christophe Fromantin et le député non-inscrit apparenté extrême droite Jacques Bompard).
Depuis la fin des années 1970, le recours à l'avortement reste stable en France, avec environ 200 000 actes pratiqués par an, dont plus de la moitié étant des IVG médicamenteuses depuis 2008. L'accès aux méthodes de contraception efficaces a entraîné une diminution du nombre de grossesses non souhaitées, mais le recours à l’IVG est devenu plus fréquent pour les cas de grossesses non prévues, ce qui explique la stabilité des chiffres.
Le 4 mars 2024, l'interruption volontaire de grossesse entre dans la Constitution.

## Sources

### Ressources sonores
- Simone Veil - L'interruption volontaire de grossesse, Débats historiques de l’Assemblée nationale (1974) réunis par Lola Caul-Futy dans un coffret de 4 CD audio, Frémeaux & Associés, 2011

### Vidéographie
- Simone Veil, une loi au nom des femmes (2010), film documentaire réalisé par Valérie Manns et Richard Puech, diffusé sur France 2 le 4 mars 2010 (visible en ligne sur Vimeo).